# بخش مرکزی شهرستان بروجرد
بخش مرکزی شهرستان بروجرد یکی از بخش‌های شهرستان بروجرد در استان لرستان ایران با مرکزیت شهر بروجرد است. ساکنان این بخش بیشتر ساکن شهر بروجرد هستند و شمار قابل توجهی نیز در بیش ۱۴۰ روستای کوچک و بزرگ زندگی می‌کنند. اهالی این بخش بیشتر با زبان لری سیلاخوری گفتگو می‌کنند.

## مردم
مردم این منطقه از ایلات مختلف لر هستند، بیرانوند (سبزعلی، صفر و…) بختیاری و بیشتر از باب چهار چهار لنگ(ممیوند، کمانکش و…) بالاگریوه(جودکی و پاپی، رشنو، ساکی) ایل حسنوند (ندر، و…) طایفه روزبهانی، طایفه چگنی (احمد بیک و…) و بقیه ایلات مختلف…احمدوند، لشنی، باجولوند (یاراحمدی، سگوند کائد رحمت، آروان، دالوند)

## جغرافیا
بخش مرکزی شهرستان بروجرد، آب و هوایی سردسیر و معتدل دارد. این بخش از جنوب غربی و غرب به کوه‌هایی از رشته کوه زاگرس محدود است که مهم‌ترین آن‌ها کوه گرین، کوه شاه نشین و کوه ولاش است و از شرق به پیشکوه‌های داخلی و کم ارتفاع زاگرس ختم می‌شود که بیشتر تپه مانند هستند. در فاصله این دو ناحیه مرتفع، دشت حاصلخیز سیلاخور قرار دارد که وسیعترین دشت استان لرستان به حساب می‌آید. کشاورزی، باغداری و دامپروری از شغل‌های اصلی مردم منطقه در نقاط روستایی است. محصولات کشاورزی آن شامل گندم و جو و برنح است و میوه‌هایی چون سیب و انواع آلو و نیز انگور بروجرد از مرغوبیت زیادی برخوردار است. به دلیل قرارگیری در دامنه کوه‌های برفگیر زاگرس، این ناحیه در تمام سال دارای سرابها و رودهای جاری پرآب است و کشاورزی در آن رونق دارد. شهر بروجرد در شمالی‌ترین بخش دشت سیلاخور و در حالت نیمه کوهپایه‌ای - نیمه دشتی قرار دارد و رودهای دایمی از کناره این شهر می‌گذرند.

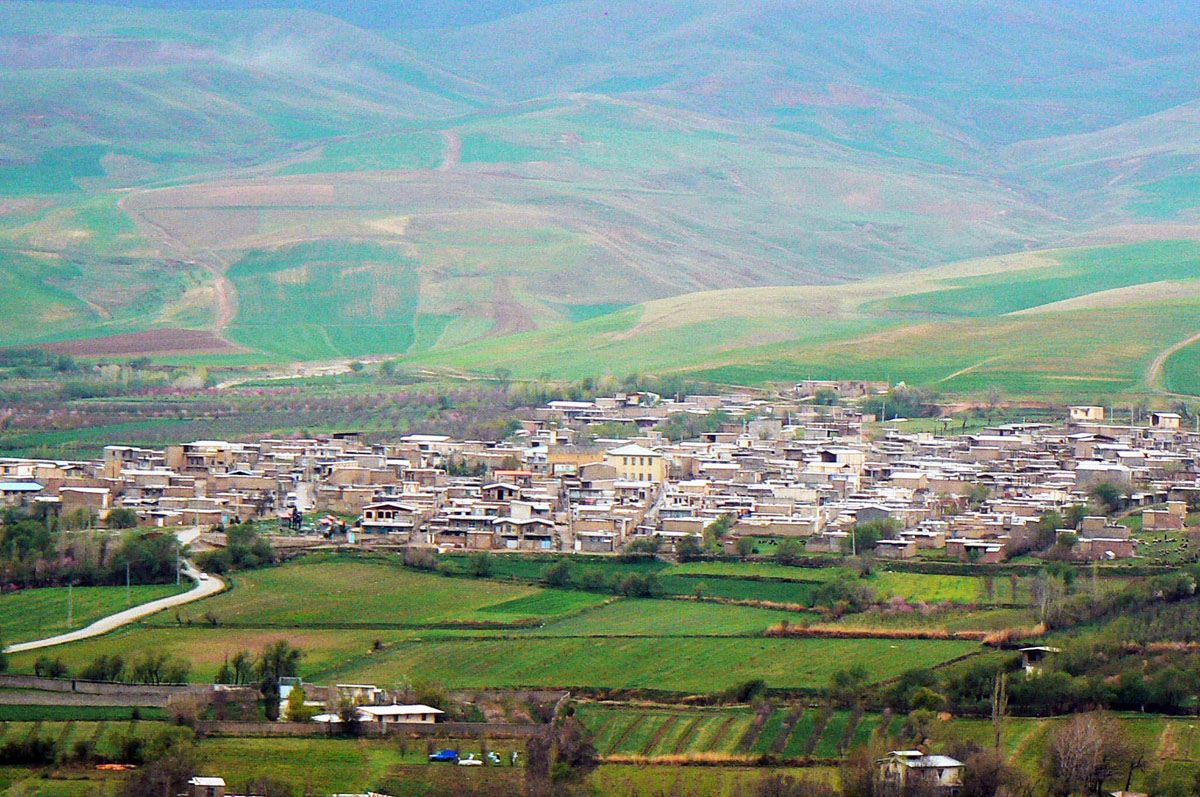
نمایی از شهرک نیکان (فیال) در جنوب غربی بروجرد

## تقسیمات کشوری
بخش مرکزی شهرستان بروجرد از چهار دهستان و بیش از ۱۴۰ روستای دارای سکنه تشکیل یافته است. دهستانهای این بخش عبارت‌اند از:
- دهستان والانجرد
- دهستان شیروان
- دهستان دره صیدی
- دهستان همت‌آباد
- دهستان بیرانوند شمالی

## جمعیت
بنابر سرشماری مرکز آمار ایران، جمعیت بخش مرکزی شهرستان بروجرد در سال ۱۳۸۵ برابر با ۲۸۳٬۲۸۸ نفر بوده است که از این میان ۱۴۳٬۷۸۱ نفر مرد و بقیه زن بوده‌اند. این بخش روی هم رفته ۷۳٬۵۷۸ خانوار دارد که بیشتر این جمعیت در شهر بروجرد پراکنده‌اند.